# 東大阪市立長瀬南小学校
東大阪市立長瀬南小学校（ひがしおおさかしりつ ながせみなみしょうがっこう）は、大阪府東大阪市大蓮北にある公立小学校。

## 沿革
- 1967年（昭和42年）4月1日 - 東大阪市立長瀬南小学校開校。

## 通学区域
- 大蓮北1丁目、大蓮北2丁目、大蓮北3丁目、大蓮北4丁目、衣摺4丁目4～11番[1]

## 進路状況
ほとんどの児童は東大阪市立長瀬中学校へ進学するが、国私立中学校へ進学する児童もいる。